# Модолешть (Відра, Алба)
Модолешть, Модолешті (рум. Modolești) — село у повіті Алба в Румунії. Входить до складу комуни Відра.
Село розташоване на відстані 331 км на північний захід від Бухареста, 63 км на північний захід від Алба-Юлії, 70 км на південний захід від Клуж-Напоки, 144 км на північний схід від Тімішоари.

## Населення
За даними перепису населення 2002 року у селі проживала 21 особа, усі — румуни. Усі жителі села рідною мовою назвали румунську.